# Glaciación Karoo

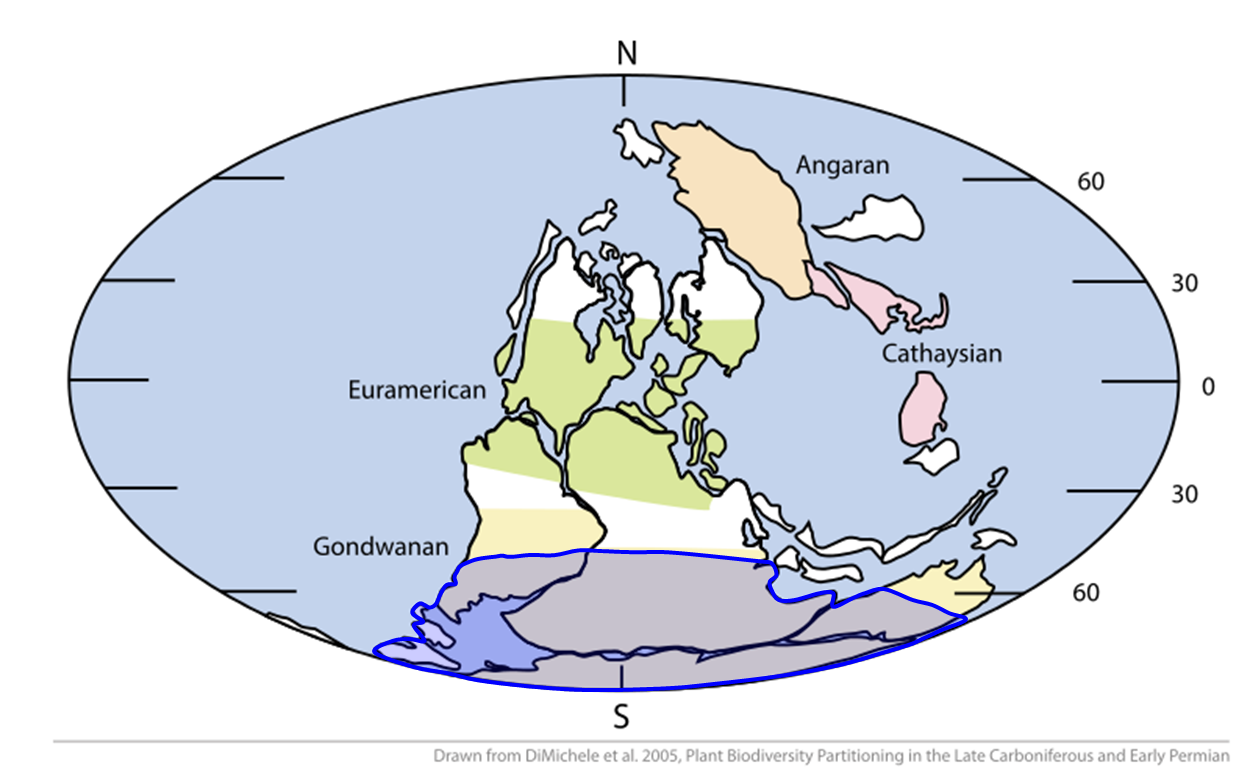
Extensión de la glaciación Karoo sobre Gondwana.

La glaciación Karoo o edad de hielo del Paleozoico tardío comenzó en el Devónico tardío y terminó en el Pérmico tardío, hace entre unos 360 y 255 millones de años. Por aquel entonces, había grandes capas de hielo terrestres presentes, mayormente en la zona sur de la superficie de la Tierra. Este fue el segundo gran período de acumulación de hielo en el eón Fanerozoico, tras la glaciación Andino-Sahariana.
La máxima expansión de los glaciares se produjo durante el Sakmariense.